# や
Ne doit pas être confondu avec la lettre latine petite capitale r réfléchi ‹ ᴙ › ou la lettre cyrillique ia ‹ Я я ›.
や en hiragana ou ヤ en katakana sont deux kanas, caractères japonais qui représentent la même more. Ils sont prononcés /ja/ et occupent la 36e place de leur syllabaire respectif, entre も et ゆ.

## Origine
L'hiragana や et le katakana ヤ proviennent, via les man'yōgana, du kanji 也.

## Romanisation
Selon les systèmes de romanisation Hepburn, Kunrei et Nihon, や et ヤ se romanisent en « ya ».

## Variantes
Deux caractères plus petits, ゃ et ャ, sont utilisés en combinaison avec d'autres kana se terminant par le son /i/ pour en modifier la prononciation (romanisation Hepburn) :
- きゃ / キャ : kya (/kʲa/)
- ぎゃ / ギャ : gya (/gʲa/)
- しゃ / シャ : sha (/ɕa/)
- ちゃ / チャ : cha (/cɕa/)
- じゃ / ジャ : ja (/ʑa/)
- にゃ / ニャ : nya (/nʲa/)
- ひゃ / ヒャ : hya (/çʲa/)
- びゃ / ビャ : bya (/bʲa/)
- ぴゃ / ピャ : pya (/pʲa/)
- みゃ / ミャ : mya (/mʲa/)
- りゃ / リャ : rya (/ɺʲa/)

## Tracé
L'hiragana や s'écrit en trois traits.

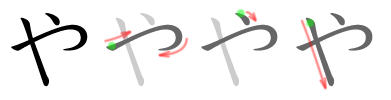
Ordre des traits pour や.

1. Trait légèrement diagonal, se terminant par un crochet.
2. Petit trait vertical tangent au-dessus du premier.
3. Trait vertical légèrement diagonal, coupant le premier sur sa partie gauche.

Le katakana ヤ s'écrit en deux traits.

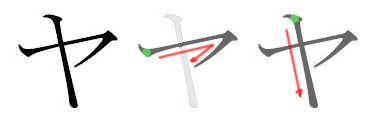
Ordre des traits pour ヤ.

1. Trait horizontal, légèrement diagonal, se terminant par une petite diagonale.
2. Trait vertical légèrement diagonal, coupant le premier sur sa partie gauche.

## Représentation informatique
- Unicode[1],[2] :
  - や : U+3084
  - ゃ : U+3083
  - ヤ : U+30E4
  - ャ : U+30E3